# Kendari
Kendari is een plaats in Indonesië. Het is gelegen op het Zuidoostelijk Schiereiland van het eiland Sulawesi en is de hoofdstad van de provincie Zuidoost-Sulawesi. In 1942 was de plaats onderdeel van de verovering van Celebes door de Japanners.

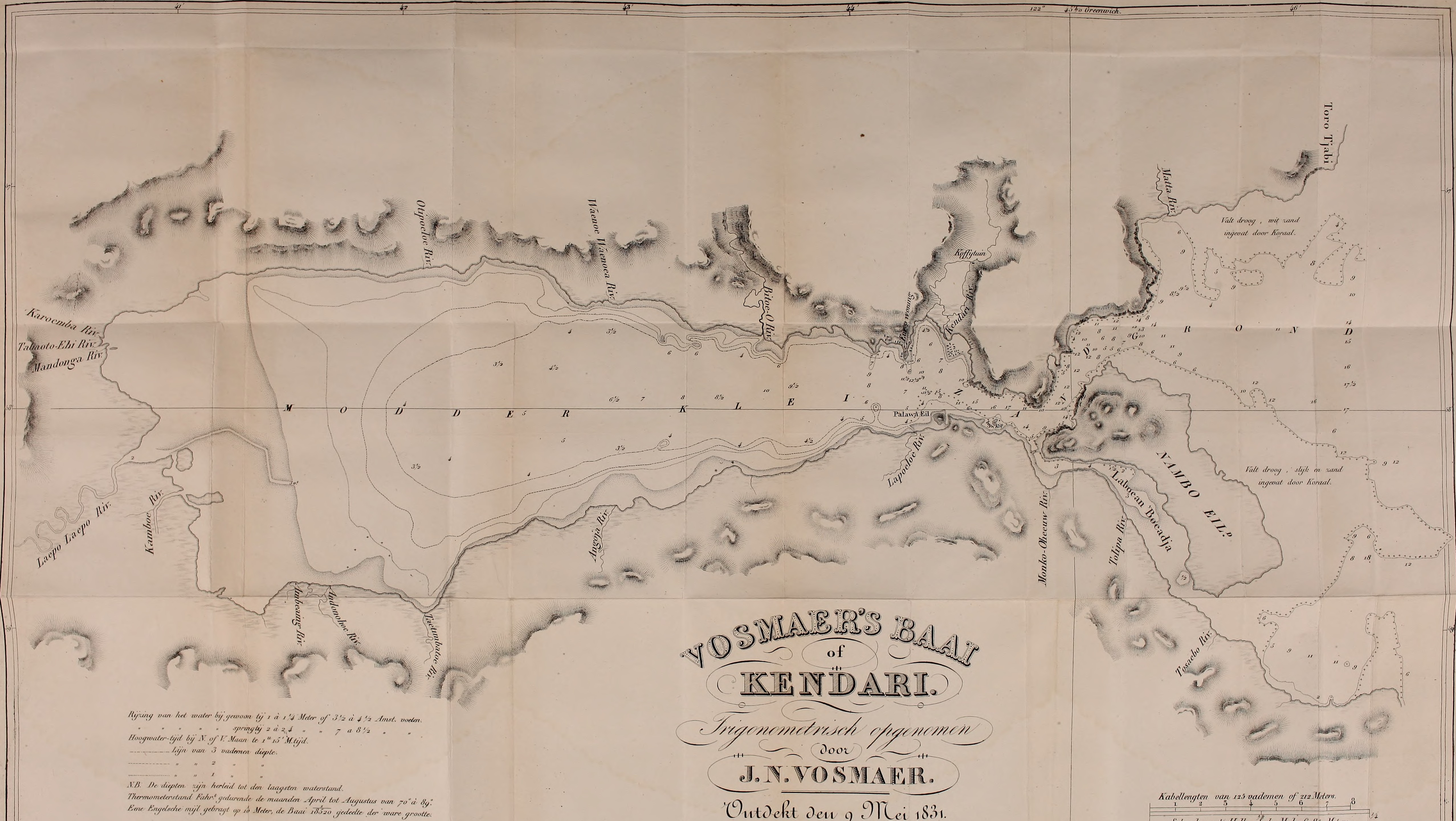
Eerste kaart van de baai waaraan Kendari ligt, gemaakt door Jacques Nicolaas Vosmaer in 1839